# Thomas Fredrik Olsen
Thomas Fredrik Olsen (15 de octubre de 1897 en Bærum - 20 de junio de 1969) fue un armador noruego, miembro de una familia de magnates vinculados a la empresa naviera Fred. Olsen & Co. Directivo de dos líneas aéreas de Escandinavia, también fue propietario de la empresa relojera estadounidense Timex. Era el padre del también magnate naviero Fred Olsen.

## Semblanza
Hijo del primer Thomas Fredrik Olsen de la saga de armadores, y nacido en la localidad de Hvitsten, se educó en la Escuela Frogner de Oslo y en el Clare College de la Universidad de Cambridge. En 1920 se incorporó a la compañía naviera de su padre (Fred. Olsen & Co.), de la que más tarde se convirtió en copropietario. La compañía naviera desarrolló su actividad por todos los océanos del mundo, pero se centró especialmente en el Mar del Norte. Durante la Segunda Guerra Mundial perdió 14 barcos y, en la fase de reconstrucción después de la guerra, la empresa también entró en otros negocios, como la aviación, el transporte terrestre y las agencias de viajes. Esta circunstancia propició que ocupara puestos en la junta directiva de varias empresas, entre ellas Det Norske Luftfartselskap y Scandinavian Airlines System.
En 1941 adquirió la empresa Timex. Cambió el nombre de la empresa a Timex, un acrónimo de los nombres de la revista Time y de la empresa de pañuelos de papel Kleenex.
El pintor Edvard Munch fue propietario desde 1910 de la granja vecina a la casa de la familia Olsen en Hvitsten. Gracias a su amistad con Munch, Olsen reunió una importante colección personal de más de 30 pinturas del artista, incluida una de las cuatro versiones de El grito. Durante la Segunda Guerra Mundial, decidió esconder las obras en un granero de heno en el centro de Noruega poco después de que se declarara formalmente la guerra, pero antes de la invasión alemana de Noruega en abril de 1940. El grito permaneció allí hasta el final del conflicto en 1945. En agradecimiento a Gran Bretaña por acogerlo cuando huyó de los nazis, Olsen donó una de las pinturas más notables de Munch, La niña enferma, a la Tate Gallery. La colección fue objeto de una disputa legal entre los hijos de Olsen, Fred Olsen y Petter Olsen, tras la muerte de la esposa de Thomas Olsen, Henriette.
En 2012, con motivo de una exposición de Munch en el MoMa, la familia del coleccionista de arte judío alemán Hugo Simon señaló que había sido propietaria de El grito en los años 1920 y 1930, antes de que Simon se viera obligado a huir de Alemania debido a la persecución nazi.

## Reconocimientos
- Recibió la Cruz de Caballero de Primera Clase de la Orden de San Olaf, la Orden de la Corona de Bélgica y la Orden de Orange-Nassau holandesa.[7]